# Eupentacta quinquesemita
Eupentacta quinquesemita is een zeekomkommer uit de familie Sclerodactylidae.
De wetenschappelijke naam van de soort werd in 1867 gepubliceerd door Emil Selenka.